# Nasciturus

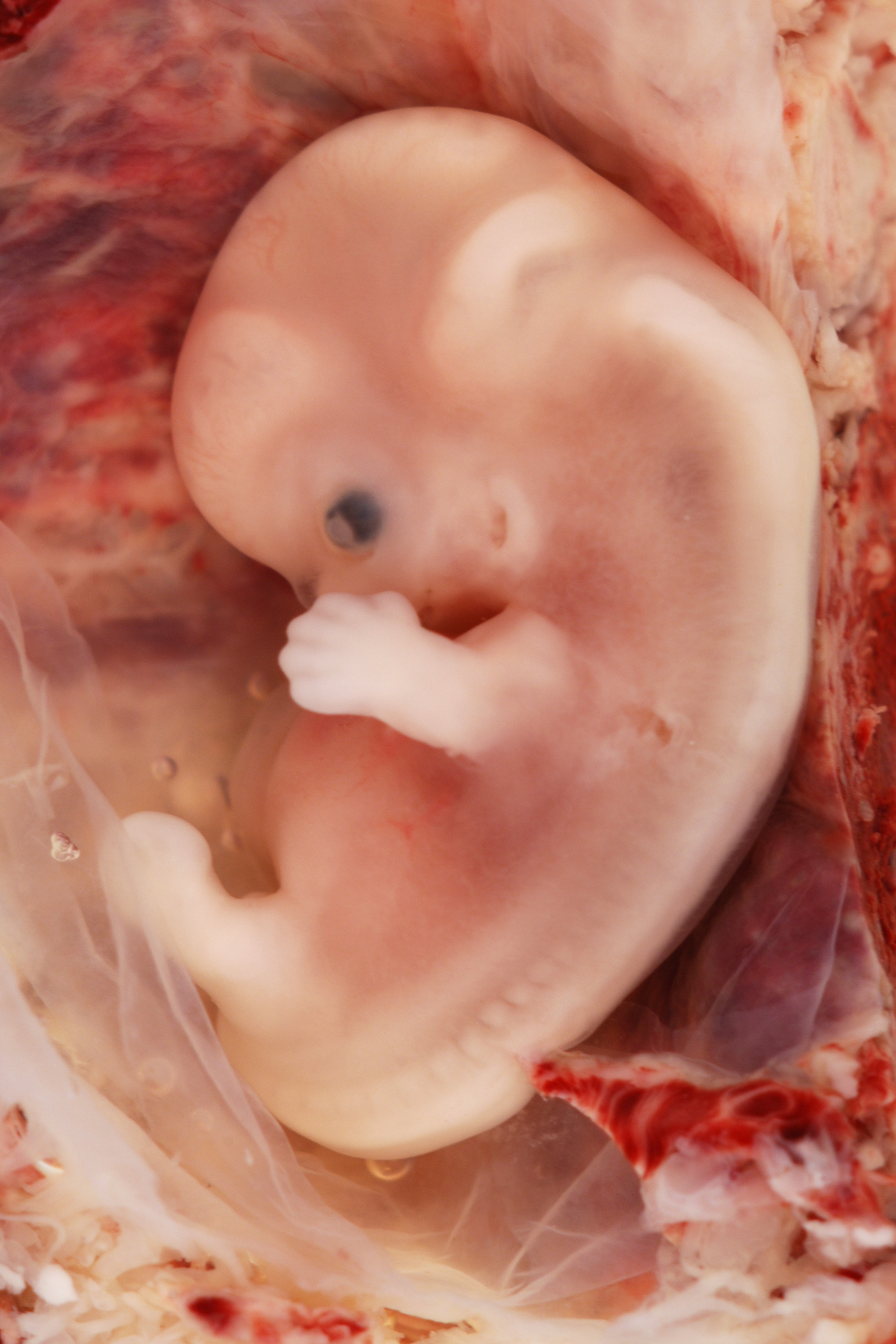
Embrión humano de nueve semanas.

Nascitūrus («[el que] va a nacer», participio de futuro en latín) o nonato es un término jurídico que designa al ser humano desde que es concebido hasta su nacimiento. Hace alusión, por tanto, al concebido y no nacido, en todas sus formas: cigoto, embrión, feto... En muchas legislaciones, el nascitūrus no tiene personalidad jurídica. Sin embargo, y dado que generalmente la adquiere al nacer, en ciertas circunstancias se le reconoce una serie de derechos. Así, el nascitūrus se encuentra protegido por el ordenamiento jurídico pues se le considera «un bien jurídico necesitado de tutela». Por otra parte, una vez acontecido el nacimiento la mayor parte de legislaciones existentes reconocen constitucionalmente derechos a toda persona nacida.
También se considera «nonato» al bebé cuyo parto ha sido por cesárea en vez de forma natural (vaginal).

## Antecedentes
Según el derecho romano, al nascitūrus no se lo consideraba persona, por lo que en la Antigua Roma el aborto estaba permitido[cita requerida]; sin embargo, se le reconocían derechos al nascitūrus. Por ejemplo, si la mujer embarazada estaba condenada a muerte, la ejecución se posponía hasta el alumbramiento.

## Protección jurídica general

### Derecho constitucional
El nascitūrus tiene una especial protección en las Constituciones Políticas de varias naciones latinoamericanas que se refieren especialmente al ser humano desde el momento de la concepción, como sucede en el caso de República Dominicana (2010), Ecuador (2008), El Salvador (1999), Guatemala (1985), Paraguay (1992) y Perú (1993).

### Derecho civil
En derecho civil se tiene en cuenta el concepto de nascitūrus a la hora de contraer derechos y obligaciones. Si bien depende de cada ordenamiento jurídico, en España se consideraba al feto como tal hasta 24 horas después del nacimiento (norma que procede del derecho romano, y cuya finalidad era evitar traspasos de bienes y derechos en los casos de bebés que mueren a las pocas horas de su nacimiento). Por otro lado, al nascitūrus se le reconocen derechos en el orden civil. El más importante suele consistir en su derecho a heredar de su padre, si este último muriese durante su gestación (hijo póstumo).

#### Derechos civiles en España
El más importante es el derecho a heredar del padre por parte de un hijo póstumo. En ese caso, los bienes del padre quedarían en expectativa de si el embarazo llega a buen término, y si el niño alcanza la personalidad jurídica. Hasta recientemente este supuesto quedaba supeditado al hecho de nacer con forma humana y vivir fuera del útero materno durante al menos 24 horas (artículo 30 del Código Civil). Esto fue así hasta la reforma de la ley 20/2011, de 21 de julio que modificó la redacción del artículo 30 del Código Civil eliminando los requisitos de nacer con forma humana y de sobrevivir durante las 24 horas siguientes al nacimiento. Por lo que ahora es posible registrar, dar nombre, enterrar y ejercitar otros derechos derivados de la consecución de la capacidad jurídica desde el momento en que se considera desprendido del seno materno, aunque este fallezca dentro de las 24 horas siguientes al alumbramiento.

### Derecho penal
En el derecho penal, se considera así al feto desde el momento de la concepción hasta su nacimiento, o al momento del corte del cordón umbilical (según cada regulación el momento exacto puede variar). Si bien depende de cada ordenamiento jurídico, se suele diferenciar entre el nascitūrus y la persona a la hora de tipificar el delito que supone terminar con su vida.
- En el caso del nascitūrus el delito es el del aborto, que normalmente tiene una pena menor y, en algunos casos y países, está despenalizado.
- En el caso de la persona, el delito es el homicidio o el asesinato.

## Protección delnascitūrusen el ordenamiento jurídico español
Si bien la regulación del aborto inducido —en España—, se hace mediante el Código Penal, distintas sentencias del Tribunal Constitucional
 ponen en relación su regularización con el artículo 15 de la Constitución Española del 78, que dice:

Todos tienen derecho a la vida y a la integridad física y moral, sin que, en ningún caso, puedan ser sometidos a tortura ni a penas o tratos inhumanos o degradantes. Queda abolida la pena de muerte, salvo lo que puedan disponer las Leyes penales militares para tiempos de guerra.
Artículo 15, de la Constitución Española

De esta manera, las diferentes sentencias del Constitucional han determinado que:
- La vida humana es un devenir, un proceso que comienza con la gestación, y que termina en la muerte. Y que, a su vez, la Constitución, protege la vida.
- La gestación, se refiere a un ser vivo, o ser, distinto a la madre.
- El nacimiento, marca el momento en el que ese ser ingresa en la sociedad —como ciudadano—, y en tanto que independiente de la madre, adquiere la plenitud de la vida humana.
- La vida del nascitūrus es un bien jurídico constitucional, protegido por el art.15 de la Constitución.

### Alcance de su protección legal en España
En derecho público: protección absoluta al castigar el aborto no espontáneo en ciertos casos.
En derecho privado:
- Será donatario desde la concepción. Art. 627 Código Civil.

- Será persona no viva en la donación en cuanto a la revocación de donaciones por supervivencia o superveniencia de hijos. Art. 644 Código Civil.

- Será persona viva al tiempo de fallecimiento de testador para el cómputo del segundo grado. Art. 781 Código Civil (sustitución fideicomisaria = transmitir herencia a tercero vivo o no).

- Ser capaz de suceder desde la concepción. Art. 750 u 814 Código Civil.

- Protección de sus derechos hereditarios en cuanto a las precauciones de viuda en cinta. Art. 959 Código Civil.